# حسرت دیدار
حسرت دیدار فیلمی به کارگردانی محرم زینال زاده و نویسندگی قاضی ربیحاوی محصول سال ۱۳۷۳ است.

## خلاصه داستان
پری و احمد، به یکدیگر علاقمندند. پری که دانشجوی پزشکی است، برای کمک راهی جبهه می‌شود، اما در جریان حادثه‌ای جانش به خطر می‌افتد. احمد نیز در جست و جوی اوست، ولی تلاشش برای یافتن پری بی‌ثمر است.

## بازیگران
- بیژن امکانیان
- ماهایا پطروسیان
- آرش تاج تهرانی
- رویا تیموریان
- تانیا جوهری
- زهره صفوی
- رامین کبریتی
- منوچهر آذری
- هاله کرمی
- مریلا زارعی
- فرهادفاتحی